# الحضرمي (المخادر)

تعديل مصدري - تعديل

الحضرمي محلة تابعة لقرية صواح، التابعة لعزلة المعشار بمديرية المخادر إحدى مديريات محافظة إب في الجمهورية اليمنية، بلغ تعداد سكانها 73 حسب تعداد اليمن لعام 2004.